# Півень з гною
Півень з гною (рос. петух из навоза) — скульптура півня з гною, що стала мемом. Виконана російським скульптором Михайлом Боппосовим. Знаходиться в селищі Уолба (Якутія).

## Скульптура
Розміри гнойового півня: 3,5 м у висоту, 4,20 м в довжину, 1,60 м у ширину. Основа пам'ятника виконана з металу. Ліпити скульптуру Михайлу допомагали його брати. Була виконана на честь півня — символу Нового 2017 року. Після того, як у грудні 2016 року фото скульптури з'явилися в інтернеті, вона стала знаною у світі.
Скульптура також часто згадувалась із сарказмом як ознака сучасного технологічного рівня путінської Росії. У цьому ж контексті після виступу Володимира Путіна з презентацією нової міжконтинентальної ракети з непередбачуваною траєкторією з'явилися новини і фото, де Михайло Боппосов зліпив із лайна міжконтинентальну ракету, але ця новина виявилася фейком.
У квітні, з приходом тепла, арт-об'єкт розтанув і перейшов у статус нематеріальної спадщини.

## Інші роботи скульптора
З того ж матеріалу:
- Триметрова кобра
- Дві мавпи на дереві
- Дракон (2012)
- Скульптурна композиція з козами
- Скульптурна композиція з собаками[4][5]
- Скульптура Почекуна.